# Prostytutki (film 2006)
Prostytutki albo Dziwki (ros. Точка) – rosyjski film dramatyczny z 2006 roku.

## Treść
Treścią filmu jest historia trzech moskiewskich prostytutek. Nina, Ania i Kira pracują dla firmy, która zyskami z prostytucji dzieli się z lokalną milicją. W swojej pracy trafiają na rozmaitych klientów. Każda z dziewczyn ma swoją własną historię i powód, dla którego została prostytutką.

## Główne role
- Wiktorija Isakowa – Kira
- Daria Moroz – Nina
- Anna Ukołowa – Ania

## Nagrody i wyróżnienia
- 2006 — nagroda Silver Hugo w kategorii „Najlepsza aktorka” na Międzynarodowym Festiwalu Filmowym w Chicago dla Wiktoriji Isakowej, Darii Morozowej i Anny Ukołowej.